# الکساندر کورساکوف

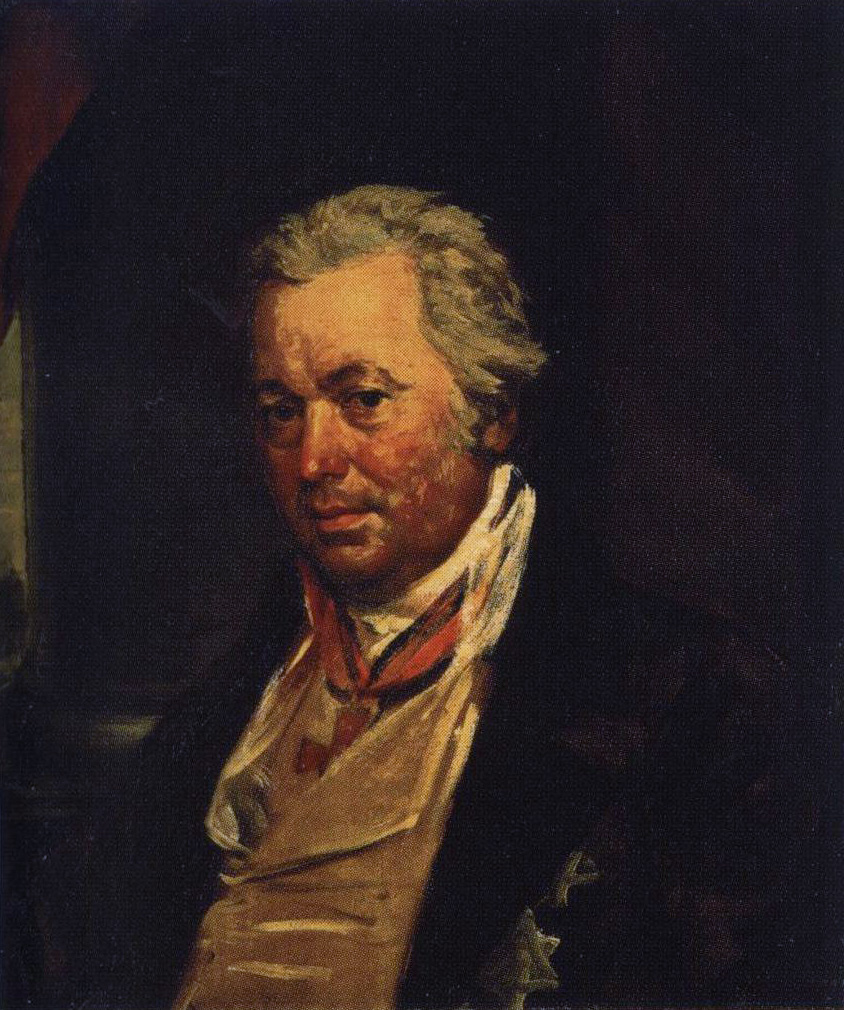

الکساندر میخایلوویچ ریمسکی-کورساکوف (روسی: Алекса́ндр Миха́йлович Ри́мский-Ко́рсаков) (۲۴ اوت 1753 – ۲۵ مه ۱۸۴۰) ژنرال روسی بود که به عنوان معاون بدشانس الکساندر سووروف در طول لشکرکشی او به سوئیس از ۱۷۹۹–۱۸۰۰ به یاد آورده می‌شود.

## سال‌های ابتدایی فعالیت
کورساکوف به عنوان دانشجوی دانشکده افسری در هنگ گارد پریئوبراژینسکی وارد خدمت نظامی شد و در سن ۲۵ سالگی به عنوان سرهنگ دوم هنگ تفنگدار چرنیگوف منصوب شد. او در جنگ روسیه و عثمانی در سال‌های ۱۷۸۸ و ۱۷۸۹ و در جنگ روسیه و سوئد شرکت داشت. او متعاقباً سرلشکر هنگ سمنووسکی از گارد لیب شد و برای همراهی کنت اقتوآ جهت رفتن به انگلستان منصوب شد. از آنجا به عنوان ناظر روسی در ارتش تحت فرماندهی شاهزاده جوزیاس کوبرگ به فلاندر رفت. گزارش کورساکوف از نبرد فلوروس (۱۷۹۴) به تزارینا سبب شد تا مورد لطف او قرار گیرد. پس از بازگشت به سن پترزبورگ، او برای خدمت زیر نظر کنت والرین زوبوف در یک لشکرکشی ناموفق علیه ایران اعزام شد، اما در این حین تزارینا کاترین دوم درگذشت و پل اول به عنوان امپراتور روسیه به حکومت رسید و در سال ۱۷۹۹ با تغییر سیاست‌ها از سوی پل اول به منظور حمله به فرانسه طی جنگ‌های انقلاب فرانسه فرا خوانده شد. در سال ۱۷۹۷، کورساکوف به سمت بازرس کل پیاده‌نظام و سال بعد به عنوان ژنرال سه ستاره ارتقا یافت.

## لشکرکشی به سوئیس در سال ۱۷۹۹
در سال ۱۷۹۸، پل اول تزار روسیه، فرماندهی نیرویی نزدیک به ۳۰۰۰۰ نفر را به کورساکوف سپرد و آن‌ها را به آلمان اعزام کرد تا در نبرد با جمهوری فرانسه، به ارتش اتریش بپیوندند. در آغاز سال ۱۷۹۹، این نیرو برای بیرون راندن فرانسوی‌ها از سوئیس رهسپار شد. کورساکوف در ماه مه روسیه را ترک کرد و ظرف ۹۰ روز به اشتوک‌آخ رسید. با نیرویی متشکل از ۲۹۴۶۳ نفر که تحت فرمان او بود به زوریخ رفت تا به سپاه ۲۵۰۰۰ نفری ژنرال اتریشی فردریش فون هوتسه بپیوندد. انتظار می‌رفت که ارتش الکساندر سووروف پس از حرکت در میان کوه‌های آلپ از ایتالیا به آنها بپیوندد، اما شرایط محیطی و اقدامات دشمن علیه آنها مانع از پیشروی سووروف شد. در این بین، کورساکوف بی‌خبر از شرایط پیش آمده، در نزدیکی زوریخ در آرامش کامل و اعتماد به نفس بالا منتظر بود. با استفاده از شرایط پیش آمده، فرانسوی‌ها به فرماندهی آندره ماسینا در ۲۵ سپتامبر ۱۷۹۹ حمله خود را آغاز کردند و در نبردی که نبرد دوم زوریخ نام گرفت به یک پیروزی آشکار دست یافتند و درنتیجه کورساکوف علی‌رغم این‌که توسط فرانسوی‌ها مورد تعقیب قرار نگرفت و حتی برای حفظ زوریخ از سوی سوورف دستورداشت؛ مجبور شد به سرعت به سمت شافهاوزن عقب‌نشینی کند. سپس کورساکوف در شرق رود راین در کمپ دورفلینگن بین شافهاوزن و کنستانس موضع گرفت و در آنجا باقی ماند؛ در حالی که ماسینا برای مقابله با سووروف آزاد بود. در تاریخ ۷ اکتبر سمت چپ سپاه او که تحت فرماندهی لویی جوزف شاهزاده کنده بود از منطقه کنستانس به عقب رانده شد، در همان روز او از بوزینگن به سوی شلات پیشروی کرد، اما در نهایت توسط ماسینا عقب رانده شد و کنترل خود را در ساحل چپ راین از دست داد. او در ۱۸ اکتبر به بازماندگان سپاه سووروف در لیندو پیوست و اندکی بعد از فرماندهی برکنار شد. بلافاصله پس از آن، او با رسوایی و عزل درجه به عنوان سرهنگ هنگ تفنگداران روستوف منصوب شد. پس از این اتفاق، امپراتور روسیه پل اول برای زمستان دستور بازگشت ارتش خود به روسیه را داد و در نتیجه ارتش روسیه به سمت بوهم تغییر مسیر داد.

## سال‌های انتهایی فعالیت
با به قدرت رسیدن امپراتور الکساندر اول در سال ۱۸۰۱، کورساکوف دوباره به عنوان ژنرال سواره نظام منصوب شد. او از ۱۸۰۶ تا ۱۸۰۹ و همچنین از آوریل تا ژوئن ۱۸۱۲ به عنوان فرماندار لیتوانی در منطقه ویلنا مستقر بود. با نزدیک شدن فرانسوی‌ها، مایکل بارکلی دو تولی در ۲۸ ژوئن به او دستور عقب‌نشینی داد، اما او پس از این عقب‌نشینی بار دیگر به لیتوانی بازگشت و از ۸ دسامبر ۱۸۱۲ تا ۱۸۳۰ برای سومین بار به عنوان فرماندار کل لیتوانی خدمت کرد. در این مدت او دستور بازسازی عمارت توسکولینای در ویلنیوس را صادر نمود و در آن‌جا ساکن شد. کورساکوف پس از قیام لهستانی‌ها (۱۸۳۰–۱۸۳۱) به سنت پترزبرگ فراخوانده شد، به عضویت شورای دولتی امپراتوری روسیه درآمد و سرانجام در سال ۱۸۴۰ درگذشت.